# Gerrit Berckheyde
Gerrit Adriaensz. Berckheyde, Berckheyde ook gespeld als Berckheijde, Berkheijde en Berkheyde (Haarlem, 6 juni 1638 – 14 juni 1698) was een Noord-Nederlands schilder en tekenaar. Hij is vooral bekend van stadsgezichten, voornamelijk van Haarlem, Amsterdam en Den Haag.

## Levensloop

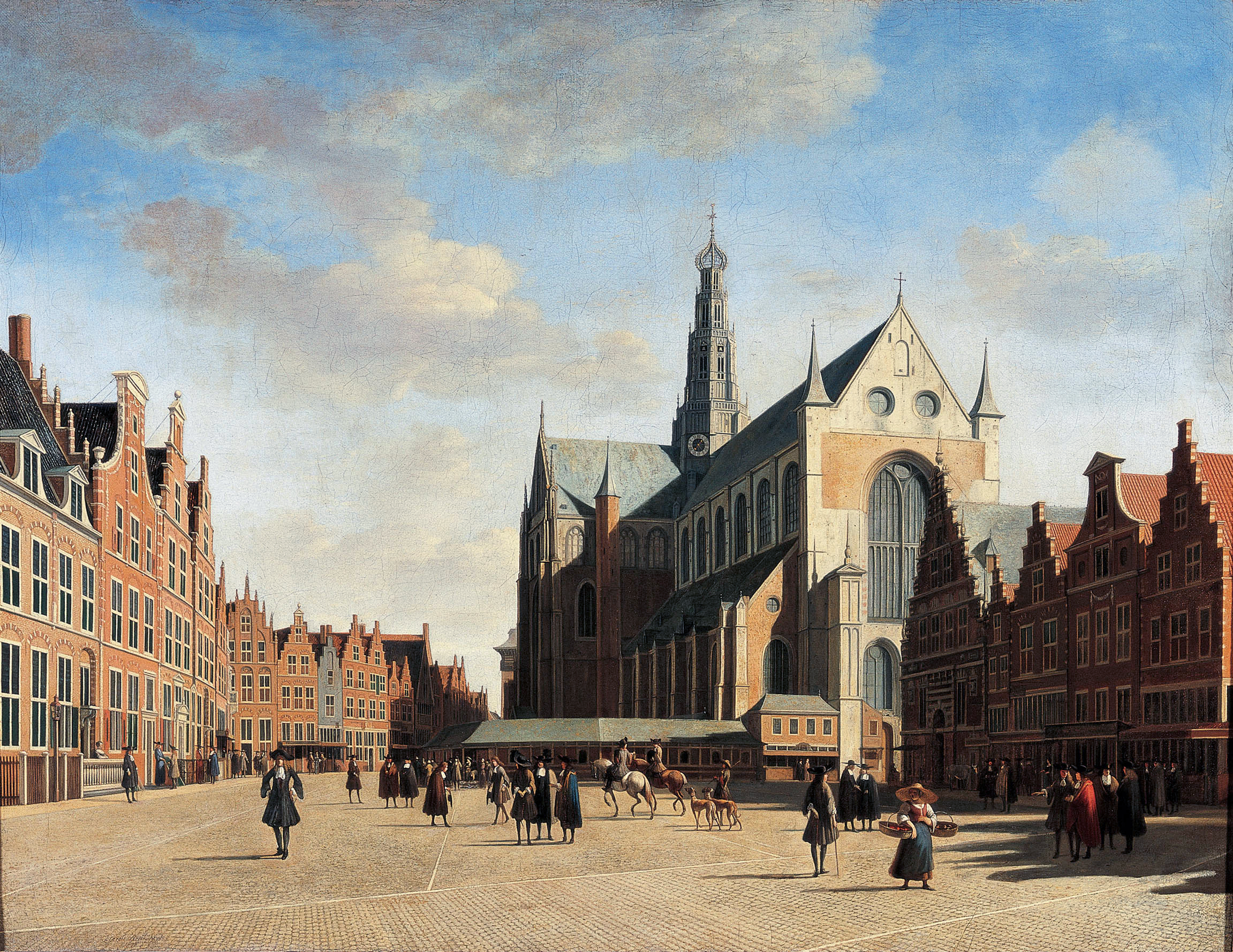
De Grote Markt te Haarlem met de Sint-Bavokerk, 1696

Gerrit Berckheyde was de zoon van een slager, afkomstig uit Katwijk. Hij werd tot schilder opgeleid door zijn oudere broer, Job Berckheyde en door Frans Hals. Tussen 1654 en 1660 maakten de beide broers een reis door Duitsland. Hierbij bezochten zij de steden Rhenen, Kleef, Keulen, Bonn, Mainz en Mannheim. De reis werd afgesloten met een verblijf van 1659-1660 in Heidelberg, waar ze werkten in dienst van Karel I Lodewijk van de Palts. In 1660 keerden ze naar Haarlem terug en werd Gerrit lid van het Haarlemse Sint-Lucasgilde, de beroepsorganisatie voor schilders.
Vanaf 1660 schilderde Berckheyde vrijwel uitsluitend stadsgezichten en wist daarbij, ondanks een grote productie, een hoog niveau te handhaven. Naast stadsgezichten van Haarlem zijn van Berckheyde ook veel stadsgezichten van Amsterdam bekend en enkele van Den Haag. In 1686 schilderde hij de Duitse stad Emden. Johannes Lingelbach en Jan van Huchtenburg voorzagen zijn schilderijen van figuren.
Tussen 1666 en 1681 waren beide broers lid van de Rederijkerskamer. In 1680 betrokken zij een huis naast de Grote of Sint-Bavokerk. Gerrit verdronk in 1698 in de Haarlemse Brouwersvaart, nadat hij een herberg had verlaten en een omweg wilde vermijden.

## Lijst van werken
| Titel                                                                   | Datering  | Type       | Verblijfplaats                                             | Afbeelding |
| ----------------------------------------------------------------------- | --------- | ---------- | ---------------------------------------------------------- | ---------- |
| De Waag en de kraan aan het Spaarne te Haarlem                          | 1660-1698 | Schilderij | Frans Hals Museum, Haarlem                                 |            |
| De Dam in Amsterdam                                                     | 1660      | Schilderij | Koninklijk Museum voor Schone Kunsten Antwerpen, Antwerpen |            |
| De kerk van Noordwijk                                                   | 1660      | Schilderij | Göteborgs konstmuseum, Göteborg                            |            |
| Gezicht op de Gouden Bocht in de Herengracht                            | 1671-1672 | Schilderij | Rijksmuseum Amsterdam, Amsterdam                           |            |
| Het stadhuis op de Dam in Amsterdam                                     | 1672      | Schilderij | Rijksmuseum Amsterdam, Amsterdam                           |            |
| Het stadhuis op de Dam te Amsterdam                                     | Ca. 1670  | Schilderij | Slot van Schwerin, Schwerin                                |            |
| De bocht van de Herengracht bij de Nieuwe Spiegelstraat te Amsterdam    | 1672      | Schilderij | Rijksmuseum Amsterdam, Amsterdam                           |            |
| De Jansstraat in Haarlem met de Grote of St.-Bavokerk op de achtergrond | Ca. 1680  | Schilderij | Gemäldegalerie Alte Meister, Dresden                       |            |
| De Grote Markt te Haarlem met de Grote of St. Bavokerk                  | 1696      | Schilderij | Frans Hals Museum, Haarlem                                 |            |

- Bibliothèque nationale de France: cb14969486b (data)
- Biografisch Portaal: 86996718
- Digitale Bibliotheek voor de Nederlandse Letteren: berc052
- Gemeinsame Normdatei: 128406585
- International Standard Name Identifier: 0000 0000 8082 5782
- KulturNav: 85b466db-4858-478e-b89d-1ca89c4fba23
- Library of Congress Control Number: n92076254
- MusicBrainz: db1e49bc-343f-474e-b9af-a9f1a6308378
- National Gallery of Victoria: 841
- Nationale Bibliotheek van Tsjechië: ola2002153933
- Nationale Bibliotheek van Israël: 987007437741805171
- Nederlandse Thesaurus van Auteursnamen: 089170687
- RKD-Nederlands Instituut voor Kunstgeschiedenis: 6743
- SNAC: w6v18h3h
- Système universitaire de documentation: 189712023
- Union List of Artist Names: 500021923
- Virtual International Authority File: 2742667
- WorldCat: E39PBJkXt3J6h3xVbQdjCTcHG3